# Theodor Scherer
 (août 2015).
Si vous disposez d'ouvrages ou d'articles de référence ou si vous connaissez des sites web de qualité traitant du thème abordé ici, merci de compléter l'article en donnant les références utiles à sa vérifiabilité et en les liant à la section « Notes et références ».
Pour le minéralogiste germano-norvégien, voir Theodor Scheerer (de).
Pour les articles homonymes, voir Scherer.
Theodor Scherer (17 septembre 1889 à Höchstädt an der Donau — 17 mai 1951 à Ludwigsburg) est un Generalleutnant allemand au sein de la Heer dans la Wehrmacht pendant la Seconde Guerre mondiale.
Il a été récipiendaire de la croix de chevalier de la croix de fer avec feuilles de chêne ; ce troisième grade de la croix de fer est attribué en reconnaissance d'un acte d'extrême bravoure ou d'un succès de commandement important du point de vue militaire.

## Jeunesse
Theodor Scherer a fait son école primaire et secondaire en Bavière.
Theodor Scherer commence sa carrière militaire le 14 juillet 1908 en tant que porte-drapeau du 12e régiment d'infanterie royal bavarois (de) de l'armée bavaroise. En 1910, il étudie à l'école de guerre et est ensuite promu lieutenant le 23 octobre 1910. Durant la Première Guerre mondiale, il a servi dans divers détachements de compagnies de mitrailleuses. Après la grande guerre, il a travaillé durant quinze années comme fonctionnaire de police. En 1935 il rejoint l'armée allemande avec le grade de lieutenant.

## Carrière dans l'armée
En 1940, il reçoit le commandement du nouveau 507e régiment d'infanterie (Infanterie-Regiment 207 ou IR 507), qu'il a dirigé pendant toute la campagne dans l'Ouest.
En octobre 1941, Scherer a été choisi — sans doute en raison de son expérience dans la police — pour prendre le commandement de la 281e division de la sécurisation (Sicherungs-Division 281). Les troupes de sécurisation n'étaient pas en première ligne comme les formations de combat, étaient plus légèrement équipées et avaient pour mission d'assurer la sécurité des zones en arrière du front de l'Est, où pouvaient opérer des partisans et des traînards de l'Armée rouge. Même si Scherer a été à la tête d'une de ces modestes divisions, il a été au bon endroit au bon moment pour trouver la gloire dans l'une des actions les plus dramatiques de la crise d'hiver de 1941 sur le front de l'Est, en tant que commandant des forces allemandes lors de la bataille de la poche de Kholm.

## La poche de Kholm
Kholm est une petite ville sur la rivière Lovat, et l'une des rares zones de terre saine dans une région entourée de marais. En janvier 1942, la région est sous forte pression de la contre-offensive soviétique, la zone tenue par la Wehrmacht étant progressivement réduite à une zone d'à peine un kilomètre de large. Les Soviétiques contournent Kholm et le 20 janvier la ville a été encerclée, 7 500 Allemands se trouvent piégés dans la ville. Le 59e corps d'armée de Kurt von der Chevallerie (LIX. Armeekorps) est chargé de forcer l'encerclement, mais ne dispose que de peu d'hommes pour y parvenir. En conséquence, l'OKH ordonne au Heeresgruppe Nord de soulager la ville, mais la tentative lancée par la 8e Panzerdivision d'Erich Brandenberger échoue après deux jours de combats. De nouvelles tentatives sont faites par la 20e division d'infanterie motorisée d'Erich Jaschke.
La 291e division d'infanterie (commandée par Werner Göritz) et les restes de la division Scherer à l'extérieur de la poche, sous le commandement Jaschke, et la 331e division d'infanterie (commandée par Franz Beyer) avec des éléments de soutien, constituent le groupe Wöhler. Ces attaques ont été arrêtées le 12 décembre. Les défenseurs allemands à Velikié Louki étaient désespérés que les Soviétiques les aient divisés en trois poches. Ils ont tenu pendant quatre longues semaines jusqu'à ce que, finalement, un groupe de combat ait franchi les lignes ennemies, mais soit à son tour encerclé. Enfin, la ville tomba le 16 janvier 1943. Le 21 janvier, la ville était complètement encerclée. Dans ce réduit, un certain nombre d'unités disparates, y compris des éléments de deux régiments d'infanterie, un bataillon de régiment sur le terrain de la Luftwaffe, un bataillon de réserve de la police, les unités de transport, et même certains membres du personnel de la marine des bateaux fluviaux, ainsi que le poste de commandement de Scherer : en tout, quelque 5 500 hommes.
Le groupe Scherer ne possédait pas de canons antichars, et les bombardements d'artillerie ont détruit la plupart des maisons, laissant les Allemands sans abri dans le froid glacial. Le manque de couvertures a également été important et les tireurs d'élite russes ont prélevé un tribut régulier de soldats allemands. Heureusement pour Scherer, il n'y avait pas de souplesse à la tactique soviétique, les Allemands ont réussi à prédire avec exactitude où et quand chaque nouvel assaut serait fait, cette erreur tactique leur permettait de concentrer leurs maigres ressources dans ce secteur particulier. Aussi, ils ont pu également appeler à la radio leurs soutiens pour les tirs d'artillerie de l'extérieur de la poche.
Alors que le siège avançait, la pression écrasante permit aux Soviétiques de s'emparer de la banlieue Est de la ville et de s'y maintenir. Dans les rues étroites, les chars d'appui du premier assaut ont été incapables de manœuvrer, ils ont été stoppés ou contraints de se retirer en désordre.
Enfin, le 5 mai 1942, soutenu par un barrage d'artillerie massif et des bombardiers en piqué Stuka, une force de secours a franchi les lignes ennemies et rejoint la garnison, qui ne comptait que 1 200 hommes encore en état de combattre. Pendant 107 jours, les hommes de Scherer ont empêché l'ennemi de s'emparer de la ville.
Pour cette opération, Scherer a reçu la croix de chevalier de la croix de fer le 20 février 1942 (alors que le siège était encore en cours).
La 83e division d'infanterie a été déployée sur le front de Léningrad au début de 1944. Heun a remplacé brièvement Scherer en janvier, puis de façon permanente le 1er avril de la même année.
En juin 1942, Wilhelm-Hunold von Stockhausen (de) le remplace à la 281e. En septembre, il prend la tête de la Fürst 34, une division d'infanterie. Il est promu lieutenant général le 1er novembre et le lendemain il est transféré à la commande de la 83e division d'infanterie, et remplace le général Sinzinger (de).
À la mi-avril 1944, Scherer est nommé inspecteur de défense côtière du Reichskommissariat Ostland.
À la mi-avril 1945, Scherer est transféré dans un emploi d'état-major à la 4. Panzerarmee, prenant en charge une ligne de défense sur les berges de l'Elster Noire, en particulier en liaison avec le XXXXVIII. Panzerkorp de Maximilian von Edelsheim. Scherer est ensuite responsable du secteur sud de l'Elbe, sous les ordres du même von Edelsheim.

## Après guerre
Scherer a été tué dans un accident de voiture à Louisbourg en mai 1951.

## Décorations
- Croix de fer (1914)
  - 2e classe
  - 1re classe
- Médaille du Prince Léopold (1914)
- Croix d'honneur en 1934
- Agrafe de la croix de fer (1939)
  - 2e classe (15 juin 1940)
  - 1re classe (20 juin 1940)
- Médaille du Front de l'Est
- Insigne de Kholm (en)
- Croix de chevalier de la croix de fer avec feuilles de chêne
  - Croix de chevalier le 20 février 1942
  - 92e feuilles de chêne le 5 mai 1942